# Zenon Szordykowski
Zenon Szordykowski (ur. 6 lipca 1947) – polski lekkoatleta, który specjalizował się w biegach średnich. 
W 1971 roku zdobył wraz z kolegami z reprezentacji srebrny medal w biegu rozstawnym 4 x 800 metrów podczas halowych mistrzostw Europy. Rok później, podczas kolejnej edycji halowego czempionatu, sztafeta 4 x 4 okrążenia z Szordykowskim w składzie była trzecia. W 1970 oraz 1971 wystąpił w sumie w czterech meczach międzypaństwowych. 
Czterokrotny medalista mistrzostw Polski seniorów ma w dorobku jeden medal brązowy za bieg na 800 metrów (Warszawa 1972) oraz trzy złota za bieg sztafetowy 4 x 400 metrów (Warszawa 1970, Warszawa 1971 oraz Warszawa 1974). 
5 maja 1976 roku w Atenach wraz z Józefem Ziubrakiem, Michałem Skowronkiem oraz Henrykiem Wasilewskim ustanowił wynikiem 15:02,6 ciągle aktualny rekord Polski w biegu sztafetowym 4 x 1500 metrów.
Brat Henryka – medalisty mistrzostw Europy. 
Rekord życiowy w biegu na 800 metrów: 1:47,5 (28 czerwca 1971, Warszawa). 

## Osiągnięcia
| Rok  | Impreza                   | Miejsce  | Konkurencja              | Lokata     | Wynik  |
| ---- | ------------------------- | -------- | ------------------------ | ---------- | ------ |
| 1971 | Halowe mistrzostwa Europy | Sofia    | sztafeta 4 x 800 m       | 2. miejsce | 7:19,2 |
| 1972 | Halowe mistrzostwa Europy | Grenoble | sztafeta 4 x 4 okrążenia | 3. miejsce | 6:27,6 |